# Кладбище Святого Андрея (Братислава)

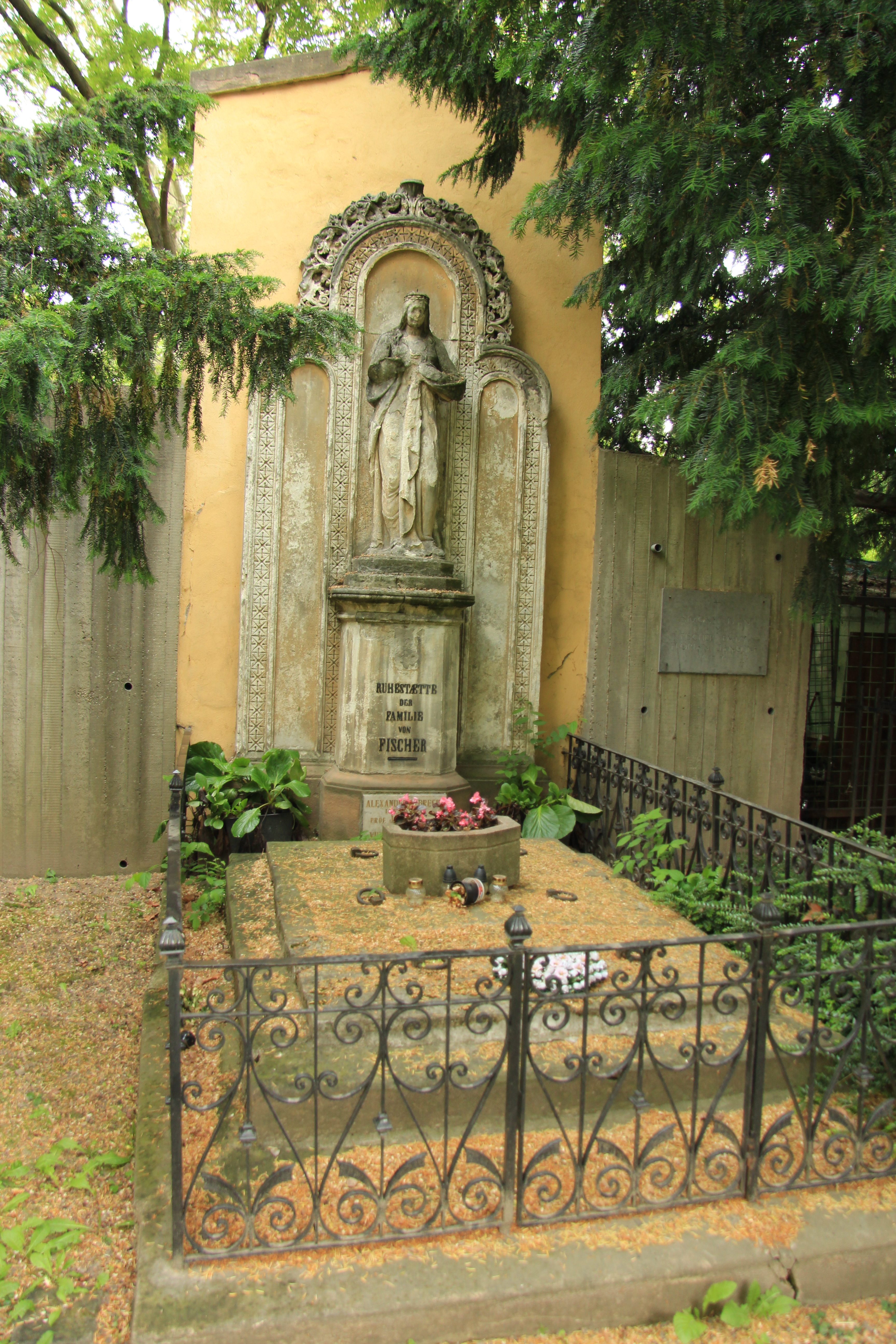

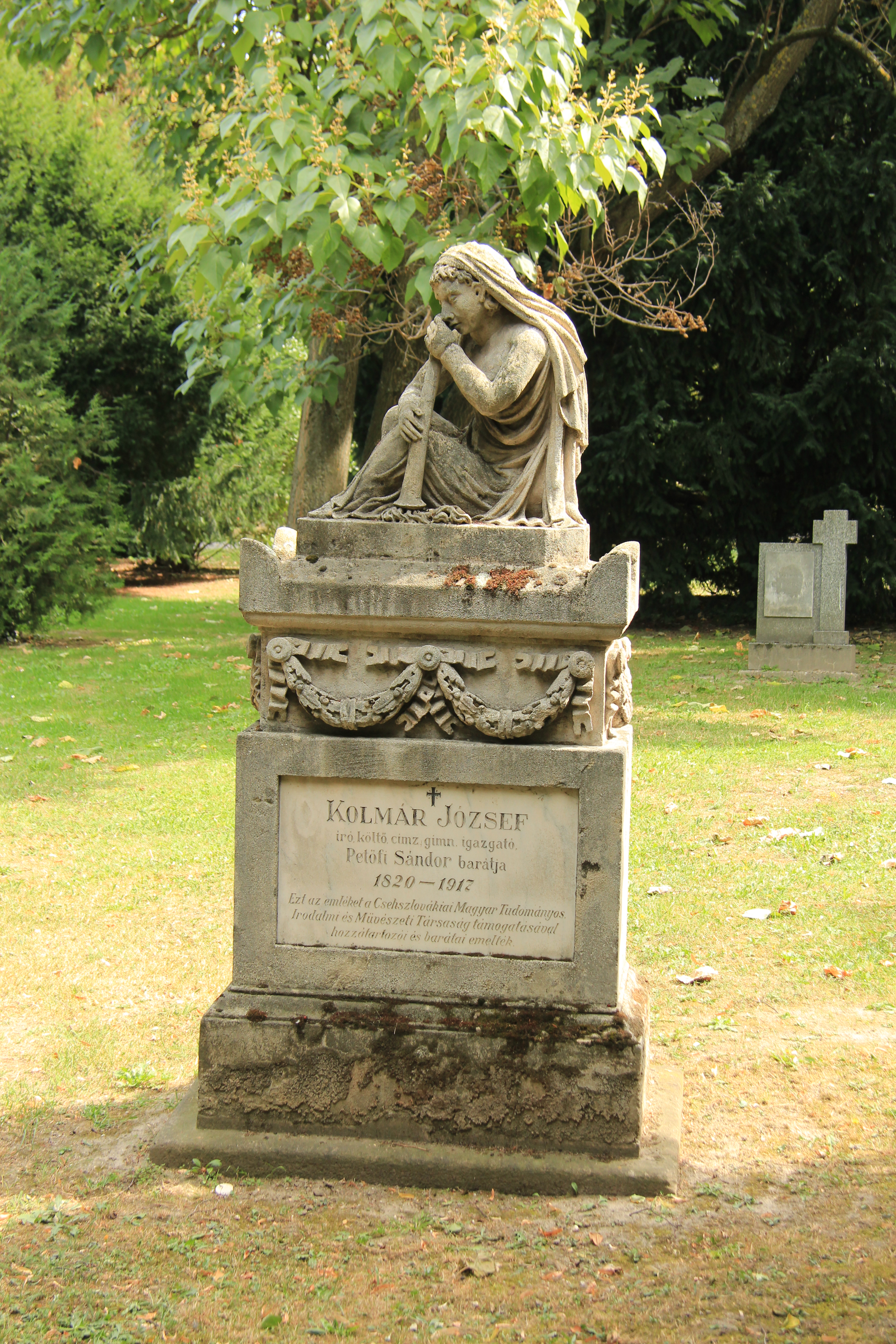

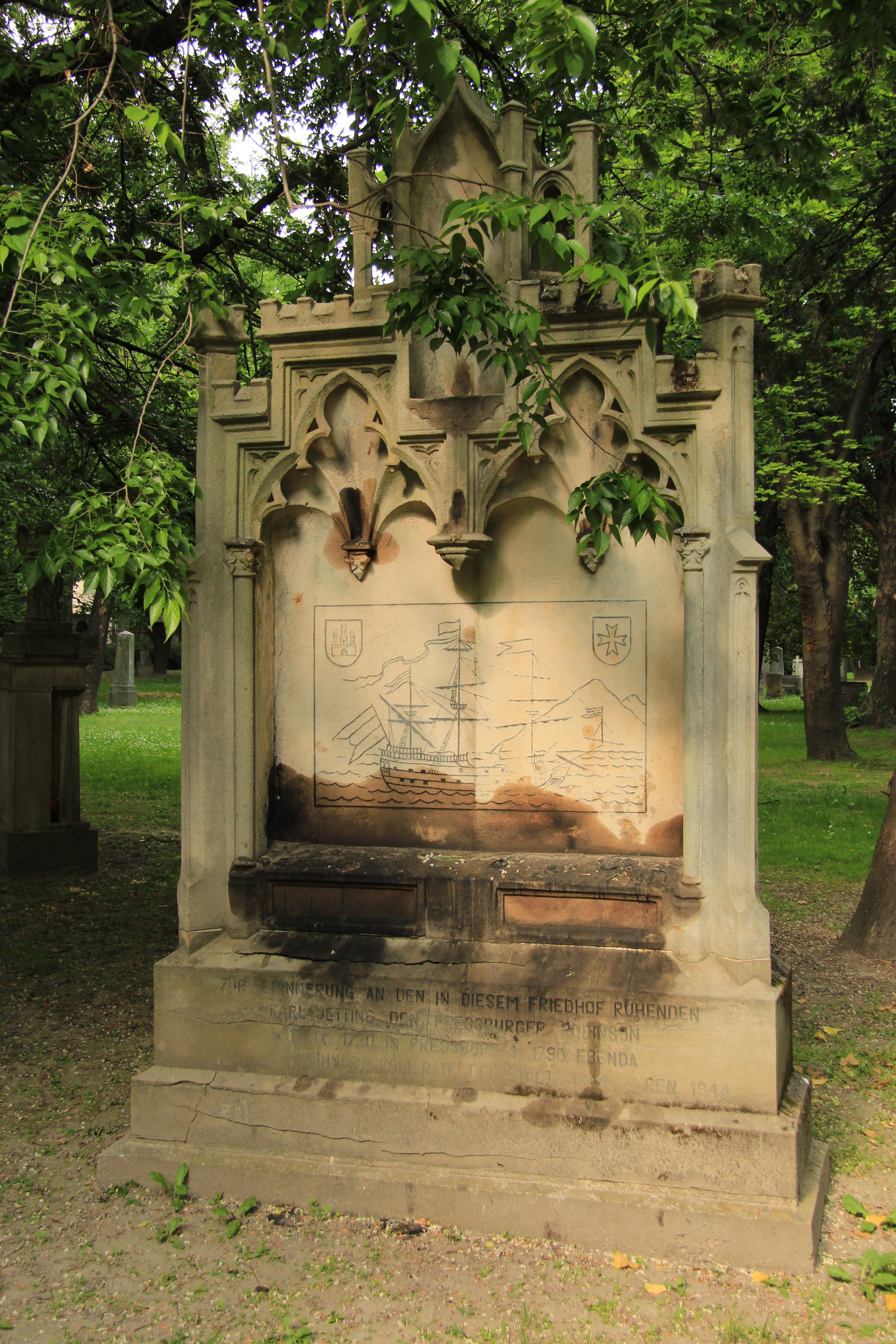

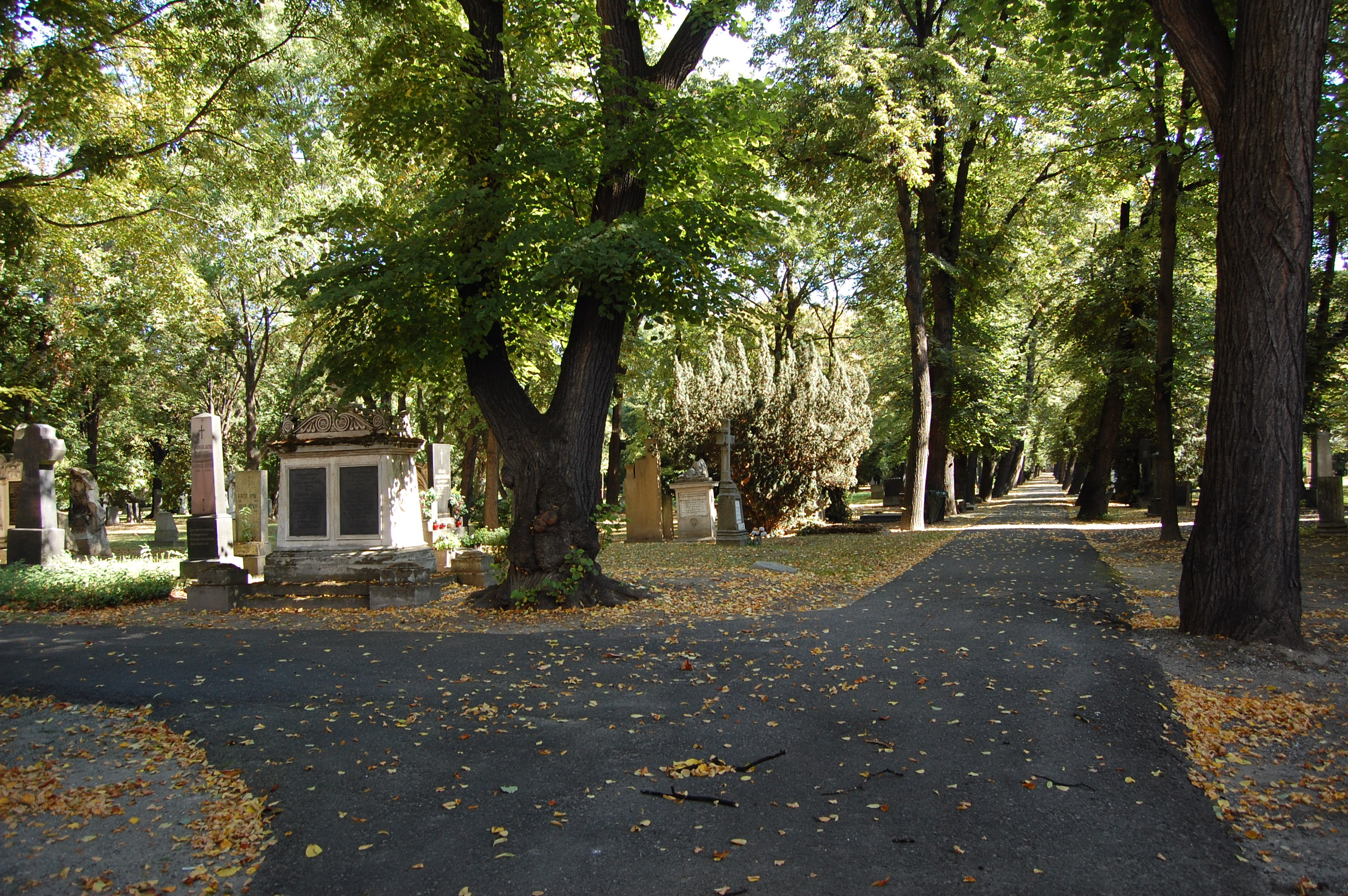

Кладбище Святого Андрея или Андреевское кладбище (словац. Ondrejský cintorín) — некрополь, расположенный в старой части словацкой столицы г. Братислава. Один из самых интересных и один из старейших погостов в Братиславе.
Кладбище располагается в восточной части города на площади 6 гектаров и расположено на улице 29 августа . Кладбище Святого Андрея было заложено в 1784 году, когда оно заменило более старое и переполненное Андреевское кладбище. В 1862 году оно было расширено. Построены неоготическая часовня Святого Андрея (1861) и придорожная часовня Девы Марии. К северу от часовни расположены ворота со скульптурой.
Здесь хоронили аристократию, членов богатых и влиятельных семей Братиславы, представителей светской и духовной знати, военачальников и австро-венгерских офицеров, знаменитостей и сановников монархии. Памятники были выполнены в стиле неоренессанса, классицизма и неоготики.
После 1948 года, забота о памятниках прошлого резко упала из-за миграции населения, позже произошли политические и социальные изменения, связанные с исчезновением словацкого государства в 1945 году, прихода к власти коммунистов в 1948 году. Ряд прекрасных гробниц с криптами стали мишенью вандалов.
Во времена коммунистических властей в 1976—1980 годах на его месте планировали сделать парк отдыха, но, к счастью, отказались от этой идеи. Состояние кладбища в те годы ухудшилось. Многочисленные гробницы, могильные плиты и центральный вход в стиле барокко были уничтожены. В 1966 году на кладбище Святого Андрея насчитывалось 15 000 могил.
8 декабря 1988 года Андреевское кладбище Братиславы было объявлено национальным памятником культуры.
В последние десятилетия, здесь проводились захоронения ряда известных деятелей науки и культуры, особенно, актёров.
На нём похоронены многие знаменитости вроде актёра Юлиуса Сатинского, скульптора Алоиза Ригеле, первого президента Словакии Михала Ковача, политика Вавро Шробара, большого оригинала Игнаца Ламара, путешественника Кароля Джеттинга и многие другие, но для туристов некрополь интересен прежде всего своим монументальным искусством. Что интересно, надписи на надгробиях можно встретить на многих языках помимо словацкого, что отражает сущность Братиславы как многонационального города.